# 鹿沼インターチェンジ
鹿沼インターチェンジ（かぬまインターチェンジ）は、栃木県鹿沼市茂呂にある、東北自動車道のインターチェンジ。
東日本高速道路関東支社宇都宮管理事務所が併設されている。

## 概要

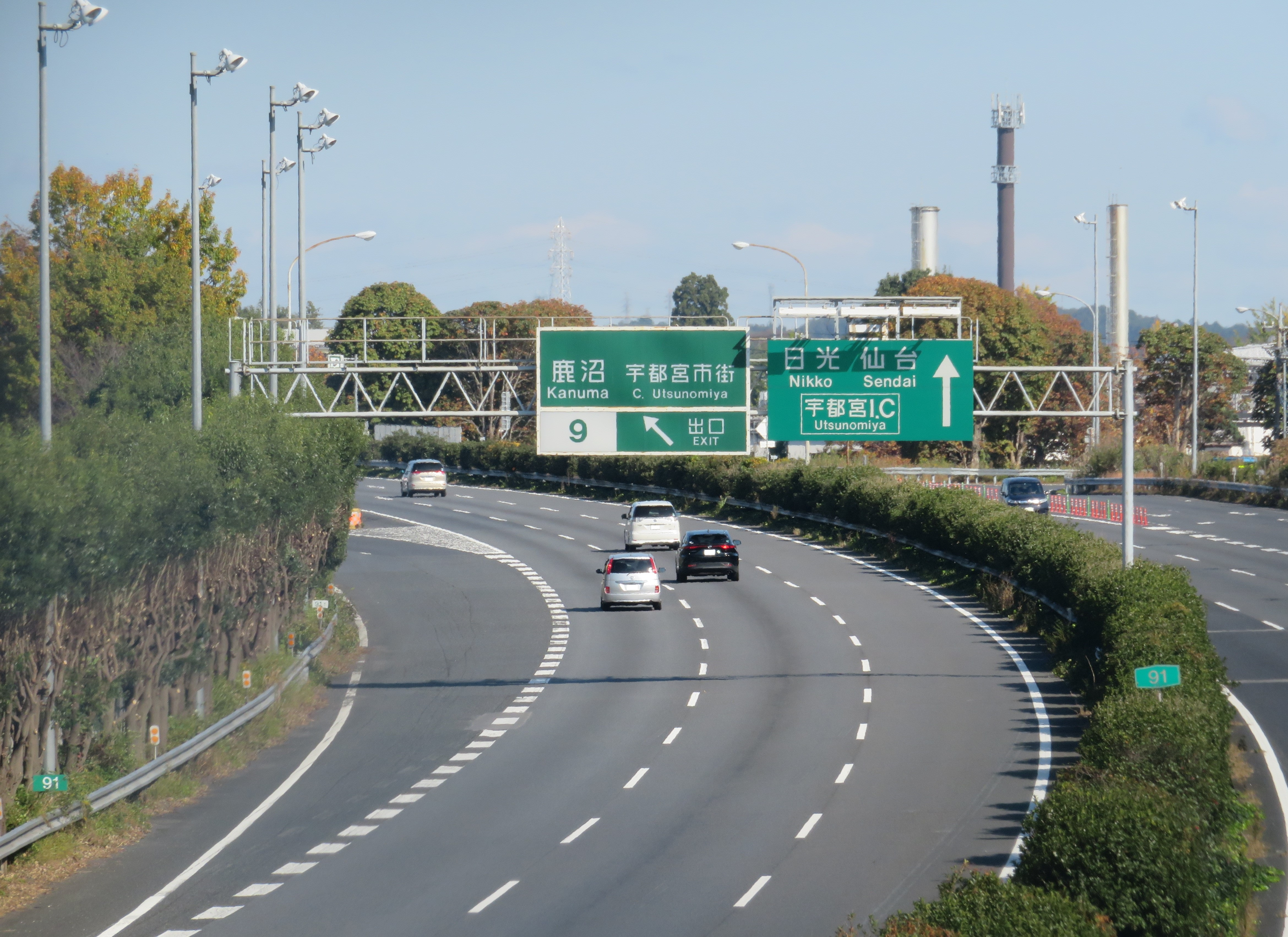
下り出口付近

1984年から1999年までは、川口JCTから続く6車線区間は当ICまでであったが、現在は宇都宮ICまで延伸された。
東京方面より宇都宮市役所や栃木県庁へ向かう場合の最寄りインターチェンジとなるため、案内標識に「宇都宮市街」が併記されている。宇都宮市役所への各インターチェンジからの距離は、鹿沼ICが約8 km、宇都宮上三川ICが約9 km、宇都宮ICが約12 kmである。
インターチェンジの標識に国道4号マークが記載されているが、実際には8 km（さつきロード・宮環経由／宮の内2丁目交差点）〜10 km（鹿沼インター通り・平成通り経由／中央卸売市場入口交差点）、新4号国道とは13 km（鹿沼インター通り・平成通り経由／下栗交差点、さつきロード・宮環経由／瑞穂野南交差点）離れている。

## 道路
- E4 東北自動車道（9番）

直接接続
- 国道121号
- 栃木県道6号宇都宮楡木線

## 料金所
- ブース数：9

### 入口
- ブース数：3
  - ETC専用：1
  - ETC・一般：1
  - 一般：1

### 出口
- ブース数：6
  - ETC専用：2
  - ETC・一般：2
  - 一般：2

## 周辺

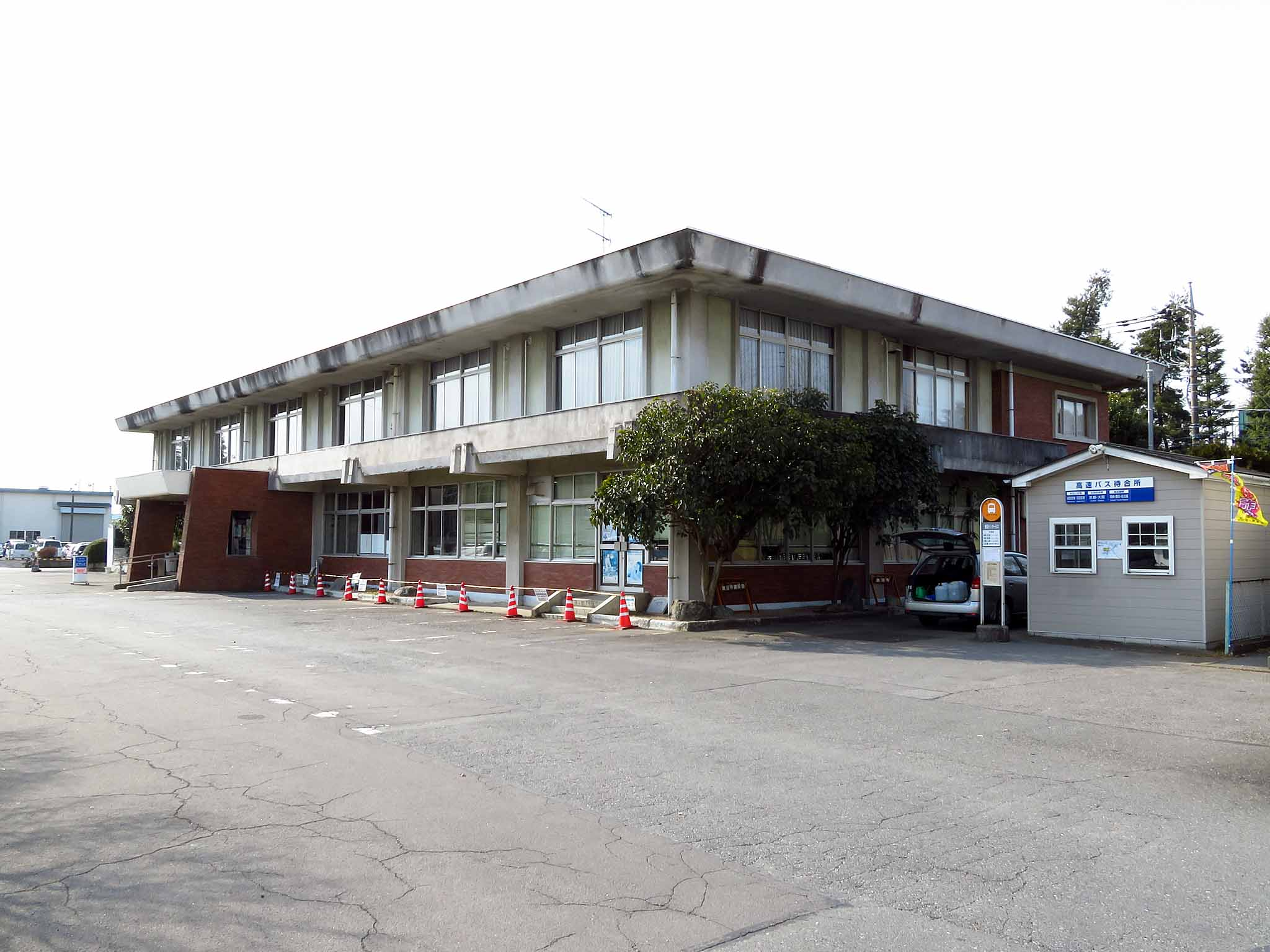
旧鹿沼市北犬飼コミュニティセンター。敷地内に「鹿沼インター入口」バス停が設置されている。

インターチェンジの周辺は鹿沼工業団地が広がる。鹿沼市街地までは車で国道121号経由で約20分を要する。
- ホテルルートイン鹿沼インター
- 栃木県運転免許センター
- 宇都宮鹿沼道路（さつきロード、有料道路）
- とちぎ流通センター
- 鹿沼木工団地

### 「鹿沼インター入口」停留所
インター東方の鹿沼市営北犬飼駐車場（旧鹿沼市北犬飼コミュニティセンター駐車場）敷地内に高速バスの鹿沼インター入口停留所が設置されている。
- 関東自動車
マロニエ号成田線・羽田線、とちの木号、那須・塩原号
- 福島交通・名鉄バス
福島・宇都宮 - 名古屋線[5][6]

### インターチェンジ内の施設
- 栃木県警察本部高速道路交通警察隊 鹿沼本隊

## 隣
E4 東北自動車道
(8)栃木IC - (8-1)栃木都賀JCT - (8-2)都賀西方PA/SIC - (9)鹿沼IC - 大谷SIC（事業中） - 大谷PA - (10)宇都宮IC